# Schladming
Schladming és un petit poble situat al estat austríac d'Estiria. És un important destí turístic degut al seu ampli centre de esquí, on s'han dut a terme importants competicions, com el Campionat Mundial d'Esquí Alpí de 2013.
Schladming va ser històricament un poble miner fins al segle xix.